# 皱纹

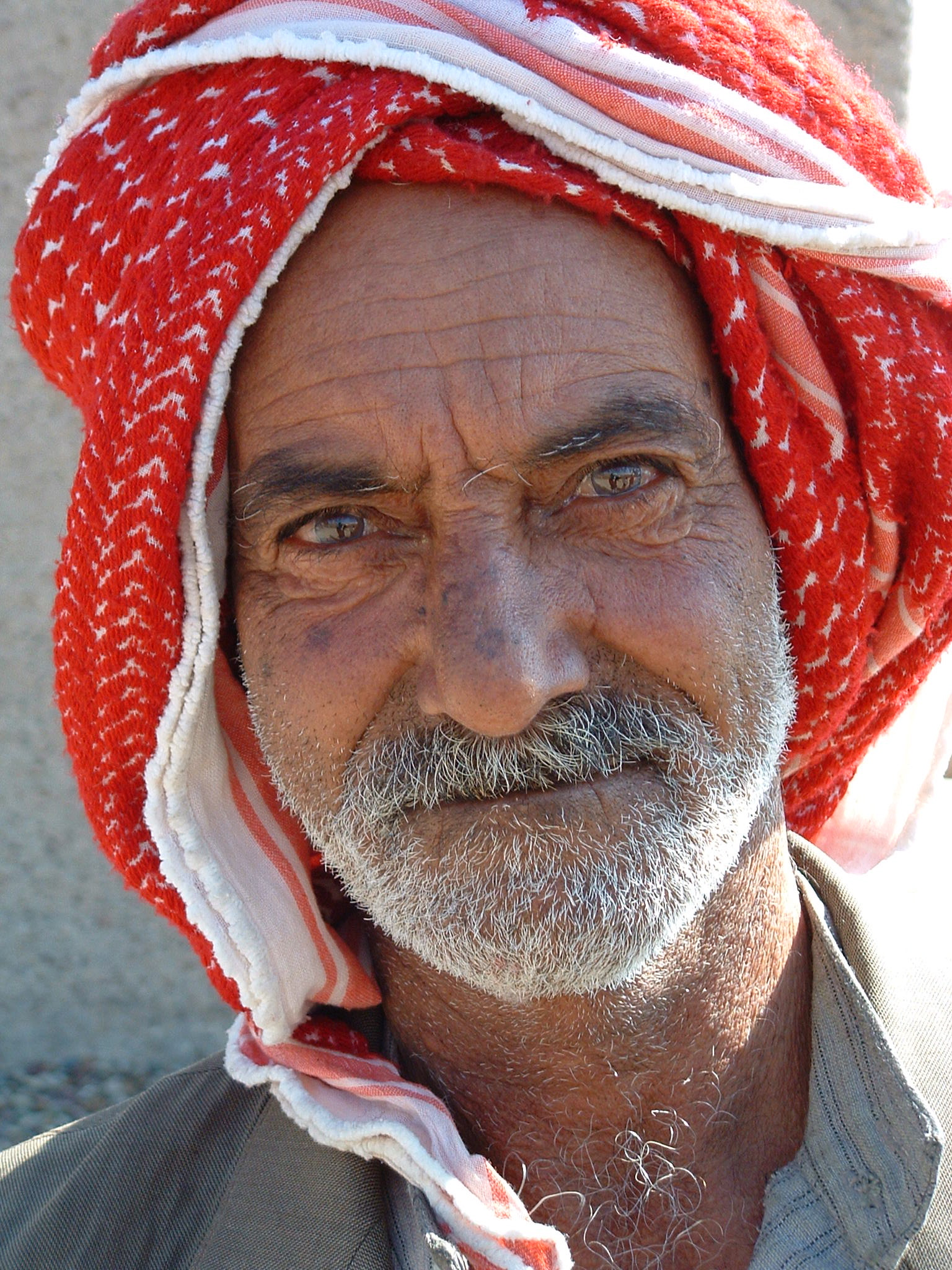
一位老年男子脸面上的皱纹，皱纹是人类老化的症状之一，在一些文化中皱纹象征着睿智和沧桑

皱纹又称皮皱、褶纹、纹皱、褶子等，主要指人类或动物皮肤的褶皱。人类在老化的过程中多少会在脸部前额、眼外眦、耳前区、颊、下颏、口周、脖颈、腋下、肘内、手腕、手面、手指、腹股沟、膝、腳踝、脚趾等部位出现皱纹。有抬眉纹、眉间纹、鱼尾纹、口角纹、唇部竖纹、颊部斜纹等多种类型。起皱原因是多元的，包括经常饮酒、吸烟、食盐过多、营养不良、睡眠不正常、精神过度紧张、肌肉劳累、皮肤干燥、沐浴水温过高、紫外线的曝晒、长期使用化妆品、正常老化等等。减肥、分娩后的孕妇也会起皱。因为皱纹主要出现在脸、颈、手等显而易见的身体部位，较为人们（尤其是女士）所重视。近现代的化妆行业市场上有多种去皱除皱的商品和治疗方法，包括抗皱粥、祛皱饮、去皱按摩、拉伸展操、面膜、冰电波拉皮、微创除皱手术等。除人类之外，灵长目的许多动物以及许多狗犬（如沙皮狗、斗牛犬、巴哥犬）亦有不同程度的皱纹。

## 脸面表情
皱眉、皱眉头、皱脸、起皱是人类较为普遍的一种脸面表情。前额、眼外眦、口周和下颏等脸面较为显著部位的肌肉紧缩，使周围皮肤皱褶。通常表示气愤、伤心、惊讶、恐惧。

## 泡水起皱

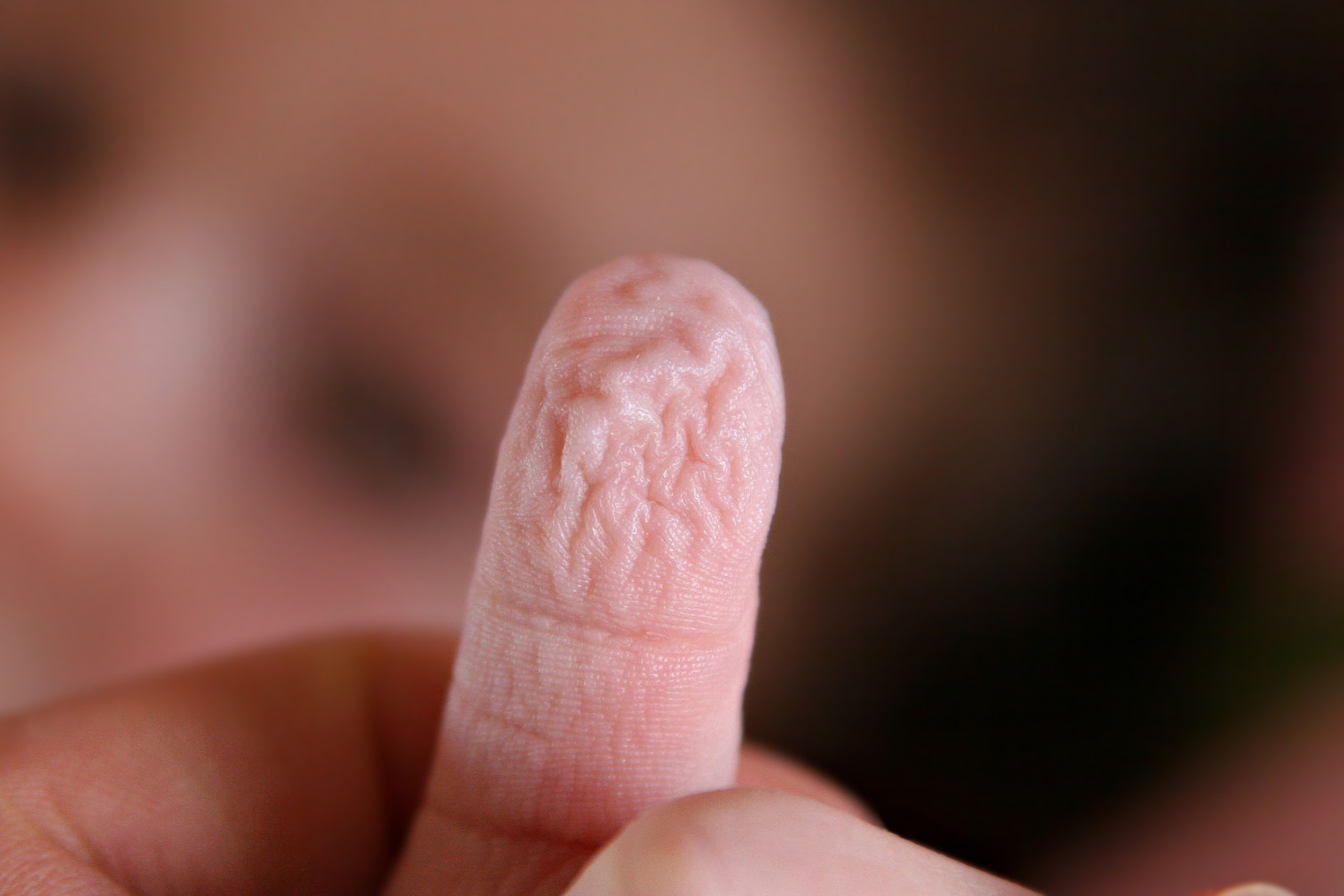
温水浴后手指起皱

水皱、水皱反应、泡水起皱、浸水起皱（Water-immersion wrinkling）指人类及灵长目动物的皮肤因长时间在水或类似液体中渗泡而造成手指和脚趾的心面一时起皱。人猴动物的手脚皮肤的泡水起皱反应，在潮湿的环境中能够提供更好的牵引力，使得手脚能够更有效地把握住树干，这或许是水皱反应的进化利益。水皱反应的原理上无定论。1935年，研究者在研究正中神经麻痹患者时意外地发现凡是患者神经元麻痹的身体部位都没有水皱反应的迹象，如此说明水皱反应与皮肤组织下神经元有所关联。近期的研究认为水分子通过手脚心面的汗管逐渐散射到皮肤组织中，如此改变在皮肤中的电解质的化学平衡，同时改变了表皮下神经元突触的电压平衡，使它们更为迅速地触发。神经元加速的触发促使周围的血管收縮，减少皮肤下的血液，也减少皮肤的张力，使皮下组织收缩起皱。